# Joseph-François Reste
Pour les articles homonymes, voir Roca.
Joseph-François Reste de Roca (nommé parfois aussi François ou François-Joseph ou encore Dieudonné), né à Pia dans les Pyrénées-Orientales le 2 mai 1879 et mort à Paris le 15 mars 1976,, est un administrateur colonial français. 
Il est successivement gouverneur du Tchad en 1923, du Dahomey en 1928, de la Côte d'Ivoire en 1931 puis gouverneur général de l'Afrique-Équatoriale française (AEF) en 1936.

## Biographie
Né le 2 mai 1879 à Pia dans les Pyrénées-Orientales, il est le fils de Marie Merlué et de Joseph Reste, docteur en droit et propriétaire terrien. Il étudie à la Faculté de Marseille puis la physiologie et l'histologie à la Sorbonne avant d'entrer en 1898 à l'école Coloniale.
Il débute comme administrateur stagiaire à l'île de Nossi-Bé, au large de Madagascar, où il négocie en 1905 le départ de l'escadre russe, sur fond de guerre russo-japonaise. Muté à sa demande en Afrique Équatoriale Française en 1912, il dirige d'abord le Commissariat spécial pour les sociétés concessionnaires, puis est affecté au commandement de la région de la Likouala aux Herbes, au Congo français. En 1918, il est nommé directeur des affaires économiques à Brazzaville.
Il est lieutenant-gouverneur au Tchad de 1923 à 1926, gouverneur du Dahomey de 1928 à 1930, où il ouvre le 1er novembre 1930 la première route terrestre menant de Porto-Novo à Cotonou, et fonde le musée d'Abomey .
Rappelé en France, il est en 1931 et 1932 le directeur de Cabinet de Paul Reynaud, ministre des Colonies, avant de repartir en Afrique en tant que  gouverneur de la Côte d'Ivoire, où il met en place la première foire-exposition à Abidjan, le 21 janvier 1934. Il décide en 1932 un programme de relance, avec un syndicat ivoirien d'acheminement de la main d'œuvre et l'annexion de six provinces de la Haute Volta, l'actuel Burkina Faso. Il déclare la colonie spécialisée dans le café-cacao, mais en 1939, la production ne dépasse toujours pas 55 000 tonnes contre 3 000 000 tonnes de la Gold Coast.
Nommé Gouverneur Général de l'AEF en 1936 jusqu'à sa retraite en mai 1939.
Il est élevé à la dignité de grand-croix de la Légion d'honneur le 3 janvier 1939.
Après avoir participé à la Résistance française dans les Pyrénées, il devient maire du Perthus. Il est élu député, représentant le territoire de Côte d'Ivoire, à la première Assemblée constituante le 4 novembre 1945. Lors de ce scrutin, le second député du territoire, représentant les « non citoyens », était Félix Houphouët-Boigny, futur président de la République. Il y avait alors, pour ce territoire, un député représentant 2800 votants et un député représentant environ 10 millions de personnes.
Pendant son mandat de député, il est nommé juré à la Haute Cour de justice dont la mission était de juger les hommes du régime de Vichy, c'est-à-dire le chef de l’État français, le maréchal Pétain, les membres de ses gouvernements (Président du Conseil, ministres, secrétaires d’État), les commissaires généraux, les résidents généraux, les gouverneurs généraux, les hauts-commissaires. 
Il n'est pas réélu lors du scrutin de la deuxième Assemblée constituante en juin 1946.
Le 21 septembre 1951, il a été élu à l'Académie des sciences d'outre-mer. François-Joseph Reste de Roca a publié en 1936 Terre d'ombre et de lumière, hommage à l'Afrique, puis en 1943 chez Stock À l'ombre de la grande forêt.

## Mandats
- 21 octobre 1945 - 10 juin 1946 : Député de la Côte d'Ivoire[2]

## Décorations
- Grand-croix de la Légion d'honneur ( 3 janvier 1939)
- Commandeur de l'ordre du Mérite agricole
- Grand-croix de l'ordre national du Bénin
- Commandeur de l'Ordre du Mérite saharien

## Écrits
- (fr) Dieudonné Reste, Le Dahomey, réalisations et perspectives d'avenir, Paris, 1934
- (fr) Dieudonné Reste, Terres d'ombre et de lumière, Paris, 1936
- (fr) Dieudonné Reste, À l'ombre de la grande forêt, Paris, 1943